# Ley de Seguridad Nacional de Hong Kong
La Ley de Seguridad Nacional de Hong Kong, oficialmente la «Ley de la República Popular de China sobre Salvaguardar la Seguridad Nacional en la Región Administrativa Especial de Hong Kong», es una norma jurídica sobre seguridad de Hong Kong. Es requerido bajo el Artículo 23 de la Ley Básica de Hong Kong, que entró en vigor en 1997; la ley no fue creada y promulgada hasta 2020. El artículo 23 estipula que la ley debería haber sido promulgada solo por Hong Kong sin ningún otro aporte; En teoría, está diseñado para evitar la interferencia en los asuntos territoriales de Hong Kong.
En mayo de 2020, el gobierno de la República Popular China anunció un proyecto para redactar una ley de seguridad nacional para Hong Kong. En respuesta a la aparente intención continental de evitar la legislación local de Hong Kong, el Reino Unido anunció que si se aprobara una ley de seguridad redactada por China, abriría una ruta para que todos los residentes de Hong Kong nacidos durante el dominio británico se conviertan en ciudadanos británicos. El Comité Permanente de la Asamblea Popular Nacional aprobó por unanimidad la ley el 30 de junio de 2020. La constitucionalidad de la ley está en discusión.
Un intento de Hong Kong en 2003 para cumplir con la legislación bajo el Artículo 23 no tuvo éxito después de manifestaciones masivas; Antes de esto, cuando estaba bajo el dominio británico, el gobierno colonial local había intentado una legislación de seguridad que China bloqueó. Los intentos de legislación de 2003 y 2020 ocurrieron durante los brotes de coronavirus que se originaron en China (el del SARS y la COVID-19, respectivamente), y cada uno tuvo un efecto negativo en la respuesta a las propuestas.

## Antecedentes
El Artículo 23 de la Ley Básica de Hong Kong estipula que la Región Administrativa Especial de Hong Kong "promulgará leyes por sí misma" para la seguridad de la Región y evitará que los cuerpos políticos fuera de la Región "realicen actividades políticas en la Región" o interfieran con la independencia de Hong Kong.

La Región Administrativa Especial de Hong Kong promulgará leyes por sí sola para prohibir cualquier acto de traición, secesión, sedición, subversión contra el Gobierno Popular Central o robo de secretos de Estado, para prohibir que organizaciones u organismos políticos extranjeros realicen actividades políticas en la Región y prohibir que las organizaciones políticas u organismos de la Región establezcan vínculos con organizaciones u organismos políticos extranjeros.
Artículo 23 de la Ley Básica de Hong Kong.

Una ley de seguridad nacional se relacionaría con tres ordenanzas que conforman la ley penal de Hong Kong, la Ordenanza sobre secretos oficiales, la Ordenanza sobre delitos y la Ordenanza sobre sociedades. La Ordenanza de las Sociedades, en particular, abarca elementos de seguridad, ya que pretendía evitar la creación de sociedades y tríadas secretas criminales. En 1949, con la afluencia de inmigrantes de China, se reintrodujo y modificó para mencionar específicamente "organizaciones políticas extranjeras". La Ordenanza sobre delitos abarca el manejo de la disidencia dentro de la región. En vigencia desde 1971, y nunca enmendada, la ordenanza establece un estándar legal que permite a las personas ser encarceladas simplemente por manipular material considerado contra el gobierno, sin necesidad de evidencia.
La Declaración de Derechos de Hong Kong garantiza la libertad de expresión, pero el abogado de Hong Kong, Wilson Leung, ha dicho que China puede encontrar una manera de anular esto en la legislación que introducen. Leung cita el hecho de que una ley impuesta por China se consideraría ley nacional, mientras que la Declaración de Derechos de Hong Kong es "local" y que Beijing la consideraría subordinada, y que el Comité Permanente de la Asamblea Popular Nacional (NPCSC) es el máxima autoridad en la interpretación de la Ley Básica, por lo que podría "decir que la nueva ley de seguridad no puede ser restringida por la Declaración de Derechos" si así lo desean.
La legislación de seguridad nacional en China continental es vista como controvertida por aquellos fuera del territorio. Implementada por primera vez en 1993, la ley de seguridad nacional de China se volvió más restrictiva bajo el secretario general del Partido Comunista de China, Xi Jinping, quien creó una Comisión de Seguridad Nacional (que él mismo dirige) poco después de llegar al poder.

## Participación del gobierno chino en 2020

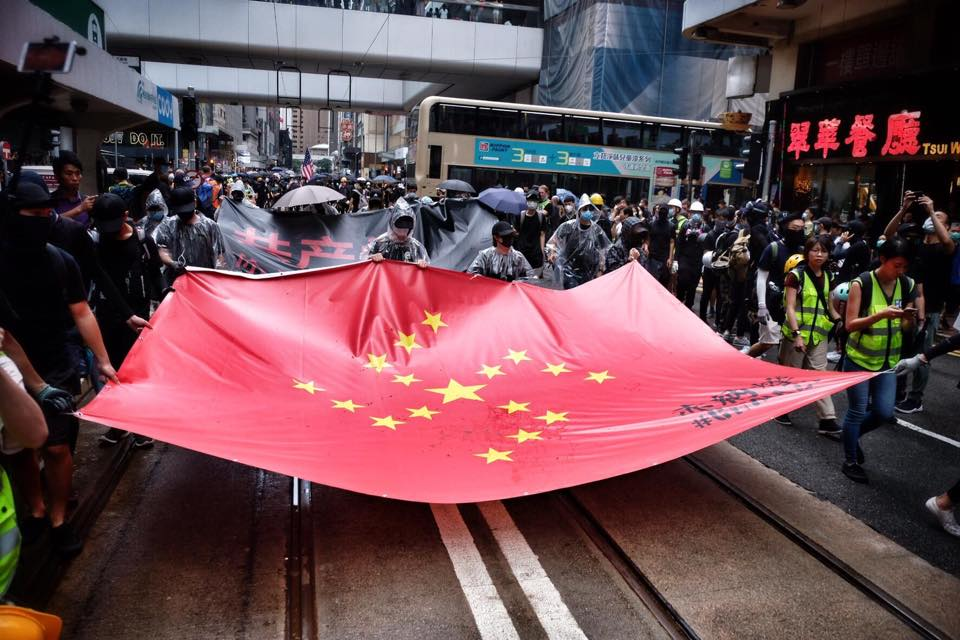
Protestas en Hong Kong; los manifestantes hacen una analogía entre la bandera de la República Popular China con la esvástica de la Alemania nazi por su intervención en la región administrativa.

En 2019, el gobierno de Hong Kong presentó un proyecto de ley de enmienda a la ley de extradición que propone permitir la extradición a China continental, lo que provocó protestas en curso. El proyecto de ley fue posteriormente retirado. El South China Morning Post informó que el gobierno central de la República Popular China opinaba que, debido a las protestas, el clima político en Hong Kong impediría la aprobación de un proyecto de ley en virtud del Artículo 23, mientras que la jefa ejecutiva Carrie Lam agregó que las protestas hicieron ley más necesaria que antes, por lo que China recurrió a la promulgación de medidas de seguridad a través del Congreso Nacional del Pueblo (APN).
El 18 de junio de 2020, el gobierno chino presentó un borrador a la APN, con el objetivo de que la sesión dure tres días. Este es un proceso mucho más rápido que los proyectos de ley en el NPC, que pasan por tres rondas de aprobación diferentes.

## Respuesta de Reino Unido
El Reino Unido, del cual Hong Kong es una antigua colonia, alentó a China a dar marcha atrás en la ley de seguridad según las disposiciones de la Declaración Conjunta Sino-Británica: los términos del Reino Unido que entrega la soberanía de Hong Kong a China incluyeron permitir que Hong Kong mantenga la autonomía y su forma de gobierno con sede en Reino Unido. El primer secretario británico y el secretario de Asuntos Exteriores y de la Commonwealth, Dominic Raab, explicó la perspectiva británica de la necesidad de intervenir con China que viola la Declaración Conjunta en sus intentos de aplicar la ley. El 3 de junio, el gobierno chino anunció que consideraba que la Declaración conjunta había quedado sin efecto tan pronto como se transfirió el poder en 1997.

No estamos amenazando nada. Solo estamos señalando como cuestión de blanco y negro en la declaración conjunta que China firmó que está en violación, violación directa, de compromisos libremente entregados y esperamos, como esperamos cualquier miembro de la comunidad internacional como ellos esperan de nosotros. - China estará a la altura de esas responsabilidades.
Dominic Raab, secretario de Asuntos Exteriores y de la Commonwealth.

El 2 de junio, tanto Raab como la secretaria de Asuntos Exteriores en la sombra, Lisa Nandy, anunciaron que el Reino Unido debería comenzar a crear una gran alianza internacional más allá de los Cinco Ojos para presionar a China a dar un paso atrás en el tema de la seguridad de Hong Kong, así como para contrarrestar a los "pro -Alianza global de China "que Raab dijo que Beijing había formado para intimidar a los países que se oponen a ella. Los llamamientos para tal alianza fueron expresados el 1 de junio por siete ex Secretarios de Relaciones Exteriores del Reino Unido.
El Reino Unido produce un Informe sobre Hong Kong cada seis meses, con una fecha anterior, con uno escrito y publicado por Raab a tiempo el 11 de junio de 2020 (que abarca los últimos seis meses de 2019). En este informe, Raab advierte más firmemente a China contra la interferencia y reitera el derecho del Reino Unido a comentar sobre Hong Kong. Raab dijo que los "planes de Beijing para imponer nuevas leyes de seguridad sin pasar por la legislatura de Hong Kong están en conflicto directo con el derecho internacional". El informe solicita que China se abstenga de interferir en las elecciones de septiembre en Hong Kong, y acusa al gobierno chino de torturar a un diplomático británico, Simon Cheng, quien visitó el continente cuando trabajaba en el Consulado Británico en Hong Kong. Seis días después, el Reino Unido dijo que una nueva ley de derechos humanos, que se ha estancado en Whitehall durante varios meses, podría usarse para "sancionar a los funcionarios chinos si Pekín sigue adelante" con la ley de seguridad nacional La ley británica debe ser una forma de legislación de Magnitsky, para que el gobierno sancione a quienes cometen actos que repriman los derechos humanos.

## Respuesta de Taiwán
La presidenta de Taiwán Tsai Ing-wen expresó su profunda decepción con la controvertida ley y anunció que una oficina especial para coordinar la asistencia humanitaria al pueblo de Hong Kong abriría oficialmente el 1 de julio en respuesta a la aprobación de la ley. El Partido Progresista Democrático de Taiwán advirtió que este era el final de la política «Un país, dos sistemas» para Hong Kong y que tanto los hongkoneses como los taiwaneses que viajan a Hong Kong deben tener cuidado. El jefe del Consejo para los Asuntos de China Continental, Chen Ming-tong, describió la ley como «un decreto emitido por el Imperio Celestial a la gente del mundo» debido a sus impactos en las personas en todo el mundo, no solo en Hong Kong.